# Mark Tavassol

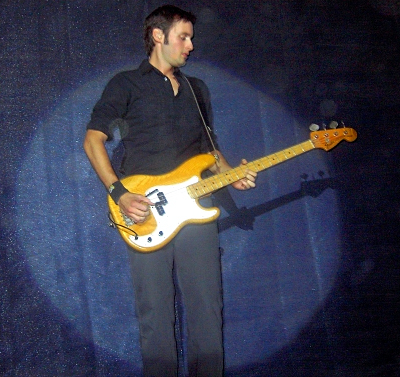
Mark Tavassol, August 2005

Mark Tavassol (* 18. Februar 1974 in Bremen) ist ein deutscher Musiker, Komponist, Songwriter, Musikproduzent und Arzt. Bekannt wurde er als Bassist von Wir sind Helden und Bassist sowie Gitarrist von Gloria.

## Leben
Tavassol ist der Sohn eines iranischen Vaters und einer deutschen Mutter und verbrachte seine ersten Lebensjahre in Teheran. Nach seinem Abitur begann er ein Medizinstudium am Universitätsklinikum Hamburg-Eppendorf und legte dort 2001 sein medizinisches Staatsexamen ab.
Zu Wir sind Helden kam Tavassol durch seinen Freund Pola Roy, der ihn dazu überredete, der Bassist der Gruppe zu werden. Er stieß als letztes Mitglied zu Wir sind Helden und ist der einzige Musiker der Band, der keinen Künstlernamen angenommen hat. Aufgrund der Doppelbelastung bot ihm sein Chef eine damals noch vollkommen unübliche Halbtagsstelle an, so dass er in der ersten Zeit nachts in der Notaufnahme und tagsüber im Studio arbeiten konnte.
Neben Wir sind Helden arbeitet Tavassol als Musiker und Songwriter mit Künstlern wie Emma6 (Paradiso), Olli Schulz, Jessica McIntyre (Sam Ragga Band) oder Ingo Pohlmann. Gemeinsam mit dem TV-Moderator Klaas Heufer-Umlauf hat er die Band Gloria gegründet. Tavassol engagiert sich auch politisch: Er unterstützt Benny Adrions Organisation Viva con Agua und ist neben Bela B, Marcel Eger und Renate Eger Gründungsstifter der Viva con Agua Stiftung. Darüber hinaus reiste er mit Pohlmann nach Afrika auf Projektreise. Tavassol veröffentlichte ein Essay über die Entwicklungschancen Europas im Stern. Er gehört neben Tim Mälzer und Peter Lohmeyer zu den wenigen, die an allen bisherigen Events des seit 2008 in Hamburg ausgetragenen Benefizfußballspiels Kicken mit Herz teilnahmen. Von März 2018 bis 2025 leitete er die Studioband von Heufer-Umlaufs Late-Night-Show Late Night Berlin. Im Vorfeld der Bundestagswahl 2025 produzierte Tavassol den Wahlkampfsong "Reise" für Bündnis 90/Die Grünen.

## Diskografie

### Wir sind Helden

#### Studioalben
- 2003: Die Reklamation
- 2005: Von hier an blind
- 2007: Soundso
- 2010: Bring mich nach Hause

### Gloria

#### Studioalben
- 2013: Gloria
- 2015: Geister
- 2017: Da

### WIM
Singles
- 2025: Reise

## Sonstiges
Tavassol ist bekennender Anhänger von Werder Bremen.